# Oudon
Oudon (bretonsko Oudon) je naselje in občina v francoskem departmaju Loire-Atlantique regije Loire. Leta 2012 je naselje imelo 3.558 prebivalcev.

## Geografija
Kraj leži v pokrajini Bretaniji ob reki Loari na meji z Anjoujem, 30 km vzhodno od Nantesa.

## Uprava
Občina Oudon skupaj s sosednjimi občinami Anetz, Ancenis, Belligné, Bonnœuvre, La Chapelle-Saint-Sauveur, Couffé, Le Fresne-sur-Loire, Maumusson, Mésanger, Montrelais, Pannecé, Le Pin, Pouillé-les-Côteaux, La Roche-Blanche, La Rouxière, Saint-Géréon, Saint-Herblon, Saint-Mars-la-Jaille, Saint-Sulpice-des-Landes, Varades in Vritz sestavlja kanton Ancenis s sedežem v Ancenisu; slednji je tudi sedež okrožja Ancenis.

## Zanimivosti
- grajski stolp, ostanek nekdanjega srednjeveškega gradu iz 11. do 14. stoletja,
- cerkev sv. Martina,
- menhir Pierre blanche, francoski zgodovinski spomenik od leta 1970,
- posestvo Villa d'Omblepied, zgrajeno v neoklasicističnem slogu sredi 19. stoletja, francoski zgodovinski spomenik od leta 1997,
- Dolina reke Loare z desnim pritokom Hâvre se z bogato raznolikostjo zemeljskega površja in ekološko ranljivostjo uvršča na seznam Nature 2000.

- Pierre blanche
- Grajski stolp
- Villa d’Omblepied
- Sv. Martin

## Pobratena mesta
- Simmertal (Porenje - Pfalška, Nemčija),
- Batheaston, (Anglija, Združeno kraljestvo).